# Leasing
Leasing er en finansieringsform som kan ses på som en mellemting mellem leje og lånefinansiering. Udlejer, som ofte er en finansinstitution, har ejendomsretten til leasingobjektet, mens leasingtager, eller lejer, har brugsret.
Der skelnes mellem finansiel og operationel leasing, men den nøjagtige definition af disse kan ofte være flydende. Ved finansiel leasing er det leasingtager som har den finansielle risiko, mens det ved operationel leasing er udlejeren. Man kan også sige, at udlejer ved operationel leasing beholder de fleste risici forbundet med ejerskabet, mens de ved finansiel leasing skydes over på lejer.
I Danmark er personbiler, på grund af specielle afgiftsregler, almindelige leasingobjekter, men også produktionsudstyr og løsøre er ofte leasingfinansieret. I princippet kan enhver formuegenstand leasingfinansieres. I Danmark findes der, i modsætning til de fleste andre vestlige lande, ingen specifik lov som regulerer leasing.
Regnskabsmæssigt behandles operationel leasing som et lejeforhold; leasingydelsen tages med som en omkostning. Ved finansiel leasing medtages det leasede blandt aktiverne og afskrives; pligten til at betale leasingydelser kapitaliseres, og der medregnes kalkuleret rente under finansielle omkostninger.

## Flexleasing
Flexleasing er en forholdsvis ny leasingform, som er gjort mulig efter en ændring af registreringsafgiftsloven ved indsættelse af § 3 b, 25. juni 2008.
Ofte vil leasingtageren købe en bil hjem fra udlandet, som herefter sælges til et leasingselskab. Efterfølgende leases bilen tilbage (sale & lease back). Fordelen er, at der ved leasing af en bil ikke skal betales fuld registreringsafgift med det samme. Afgiften betales i rater over leasingperioden. Alternativet til dette er, at man køber en bil på det danske marked, hvor der allerede er betalt eller skal betales fuld registreringsafgift. Dette vil betyde en meget højere kapitalbinding, da man skal finansiere den fulde registreringsafgift. Efter endt leasingperiode, har bilen en restværdi. Ved flexleasing indestår leasingtageren for bilens værdi. Det betyder, at leasingtageren skal betale restværdien til leasingselskabet, hvis bilen ikke skal leases af samme leasingselskab igen.
Flexleasing er en type finansiel leasing af biler. Operationel leasing af biler kaldes normalt "privatleasing". Som ved andre typer operationel leasing, indestår leasingtager typisk ikke for restværdien af bilen efter endt leasingperiode ved privatleasing.